# Сыйрышбашево
Сыйрышбашево (баш. Сыйрышбаш) — село в Чекмагушевском районе Республики Башкортостан Российской Федерации. Входит в состав Тузлукушевского сельсовета.

## География
Находится в истоках реки Саярыш, у озера Олы Буа

### Географическое положение
Расстояние до:
- районного центра (Чекмагуш): 10 км,
- центра сельсовета (Тузлукушево): 4 км,
- ближайшей ж/д станции (Буздяк): 84 км.

## Население
| 2002 | 2009 | 2010 |
| ---- | ---- | ---- |
| 601  | ↘538 | ↗559 |

Национальный состав
Согласно переписи 2002 года, преобладающая национальность — татары (81 %).

## Известные уроженцы
- Юсупов, Касим Назифович — экономист, доктор экономических наук (1985), профессор (1991), заслуженный деятель науки Российской Федерации (2006).
- Юсупов, Мират Зиятдинович — советский горный инженер-геолог, кандидат технических наук. Лауреат Государственной премии СССР.

## Инфраструктура
Личное подсобное хозяйство с зоной сельскохозяйственного использования, индивидуальная застройка усадебного типа.
Основа экономики — сельское хозяйство.
Сыйрышбашевская сельская модельная библиотека

## Достопримечательности, памятные места
Мемориал участникам Великой Отечественной войны

## Транспорт
Автобусное сообщение с райцентром. Остановка общественного транспорта «Сыйрышбашево» при въезде в село.